# Lukas Nikolic
Lukas Nikolic (* 9. April 2001 in Wien) ist ein österreichischer Handballspieler.

## Karriere
Nikolic begann in seiner Jugend beim Handballclub Fivers Margareten Handball zu spielen. Ab der Saison 2018/19 lief der Rückraumspieler für die Wiener in der HLA Challenge auf. Für die Saison 2020/21 wurde Nikolic vom UHK Krems für die Handball Liga Austria verpflichtet. In seinem ersten Jahr bei den Wachauern lief er allerdings per Förderlizenz auch für die Union St. Pölten in der zweiten Liga auf. In dieser Saison wurde der Rechtshänder von der Liga als "Newcomer des Jahres" ausgezeichnet, der Gewinner wurde erstmals mittels Fan-Voting ermittelt. 2021/22 läuft er für Krems sowohl in der Ersten, als auch in der zweiten Liga auf. Außerdem nahm Nikolic 2021/22 am EHF European Cup teil und sammelte damit erstmals Erfahrung in einem internationalen Bewerb. Für die Saison 2023/24 wurde der Rechtshänder innerhalb der HLA Meisterliga an die Jags Vöslau verliehen.
Er gehört zum festen Stamm des ÖHB-Nachwuchses.

## Sonstiges
Sein Bruder Mathias Nikolic spielte ebenfalls Handball und lief bis 2022 für Union Leoben auf.

## Erfolge
- UHK Krems
  - Österreichischer Meister 2021/22